# Strangpressen

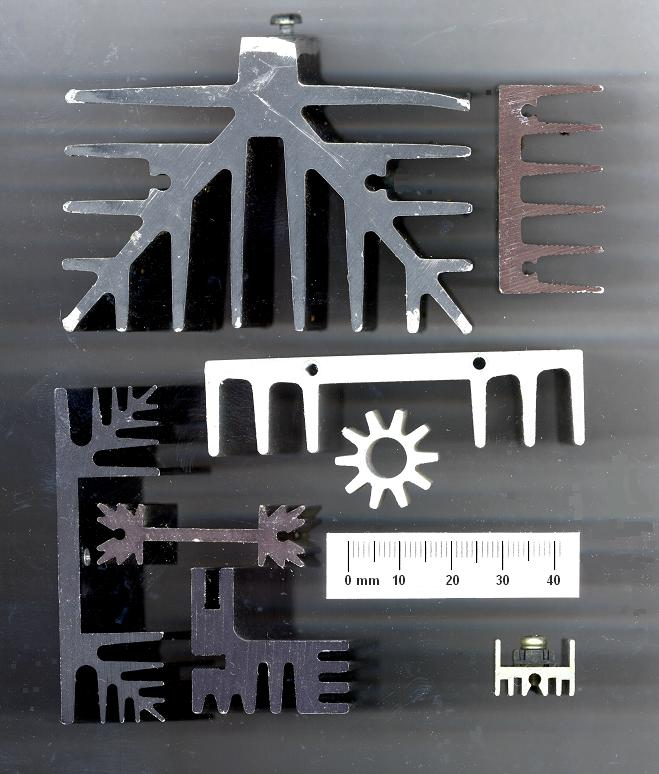
Aus stranggepressten Aluminiumprofilen geschnittene Kühlkörper (teilweise schwarz eloxiert)

Das Strangpressen ist ein Ur- und Umformverfahren zum Herstellen von Stäben, Drähten, Rohren und unregelmäßig geformten prismatischen Profilen. In der Lebensmittel- und Kunststoffverarbeitung wird das entsprechende Verfahren als Extrusion bezeichnet. Es ist nicht zu verwechseln mit dem →Strangziehen.
Zum Strangpressen eignen sich prinzipiell alle Metalle, es wird aber vor allem für Aluminium und Aluminiumlegierungen (z. B. Kühlkörperprofile und Konstruktionsprofile), Kupfer und Kupferlegierungen angewendet. Aus Edelstahl werden (nahtlose) Rohre hergestellt. Weiterhin werden geringere Mengen Magnesium- und Titanlegierungen oder auch Lote stranggepresst.
Vorteile des Strangpressens sind insbesondere die Möglichkeiten, Profile auch in komplexen Formen und aus schwer umformbaren Werkstoffen herzustellen. Der hohe Umformgrad, der in einem Verfahrensschritt erreichbar ist und die geringen Werkzeugkosten machen das Strangpressen vor allem für die Fertigung relativ geringer Lose interessant.

## Einordnung des Verfahrens
Das Strangpressen wird nach DIN 8583 zum Druckumformen gezählt, gemeinsam mit dem Verjüngen und dem Fließpressen in der Untergruppe des Durchdrückens, und in DIN 8583-6 unter Punkt 2.1.5.2.1 „mit starrem Werkzeug“ und 2.1.5.2.2 „mit Werkmedien“ näher beschrieben.
Die DIN 8580 hingegen führt das Strangpressen als Fertigungsverfahren 1.2.4 „Urformen aus dem plastischen Zustand“ wie das Pressformen unter der Grundoperation Drücken auf (die ähnlichen Verfahren Spritzgießen und Spritzpressen werden demgegenüber unter die Grundoperation Schmelzen gefasst).

## Verfahren

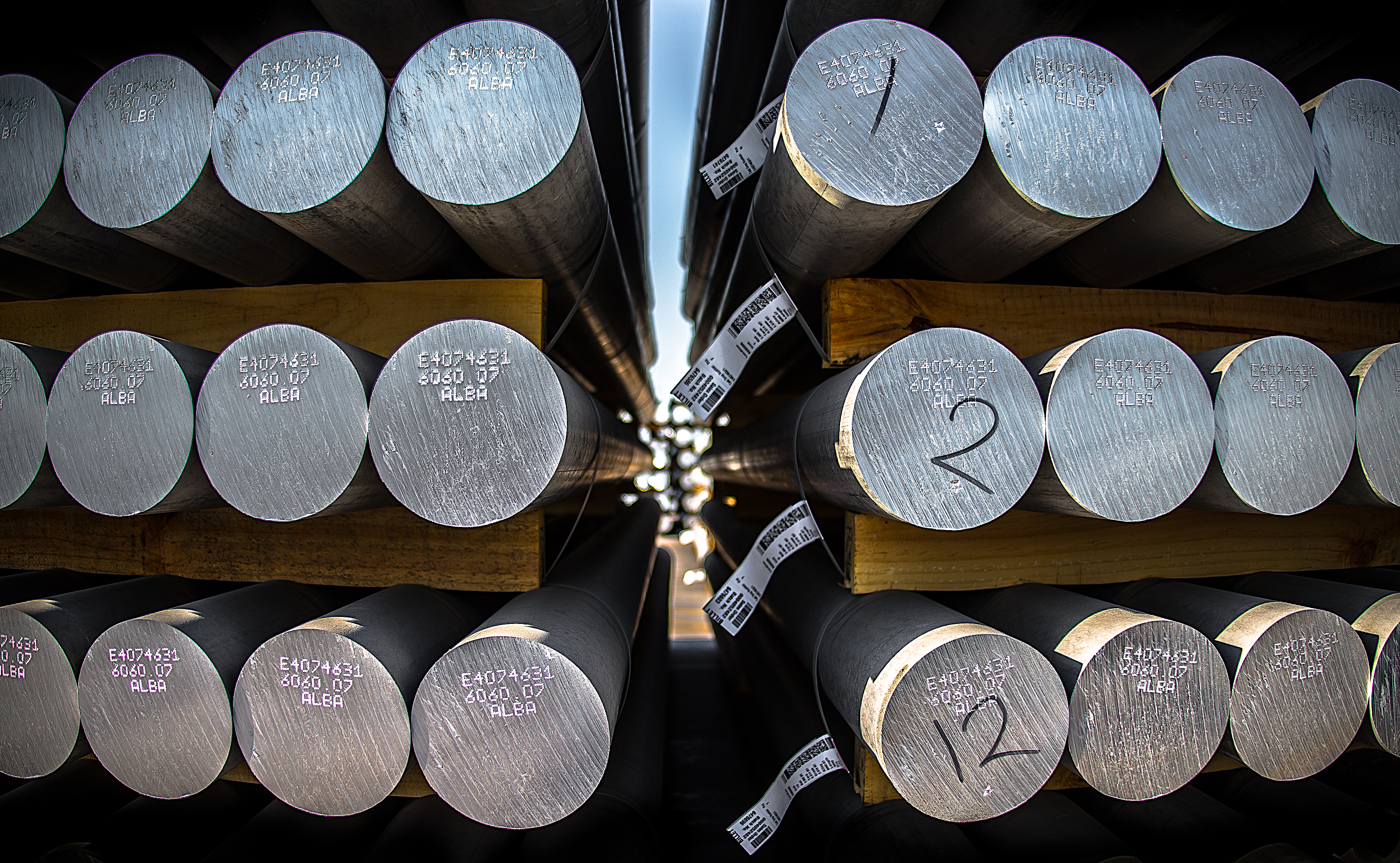
Aluminium-Pressbarren zum Strangpressen

Beim Strangpressen wird ein auf Umformtemperatur erwärmter Pressling (Block bzw. Bramme) mit einem Stempel durch die Öffnung einer Matrize gedrückt. Dabei wird der Block von einem Rezipienten in Form eines dickwandigen Zylinders umschlossen. Der Querschnitt des Pressstrangs wird durch die Matrize bestimmt. Durch am Stempel angebrachte Dorne können Hohlräume erzeugt werden. Strangpressprofile werden in der Regel in Längen von bis zu 60 m gefertigt. Das Strangpressen dient zur Herstellung von Endlosmaterial, das in der gewünschten Länge abgetrennt wird. Beim verwandten Fließpressen werden dagegen Einzelstücke hergestellt.

### Verfahrensvarianten
Als Verfahrensvarianten sind das direkte, das indirekte und das hydrostatische Strangpressen zu unterscheiden.

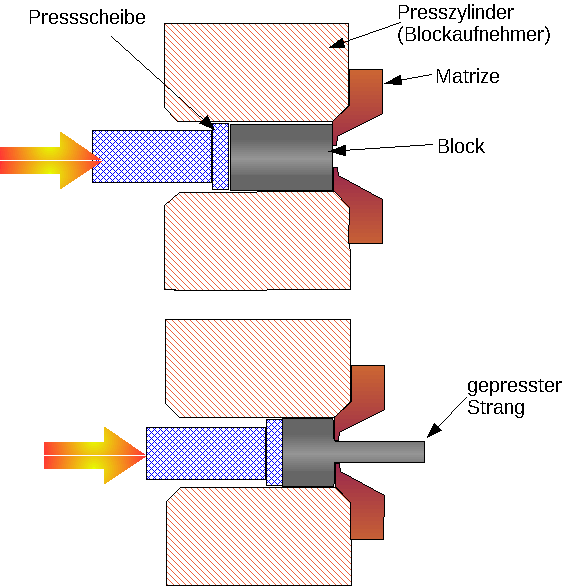
Voll-Vorwärts-Strangpressen
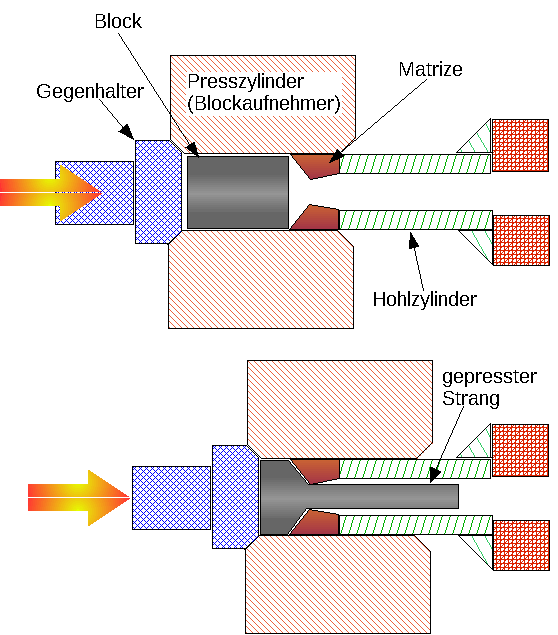
Voll-Rückwärts-Strangpressen
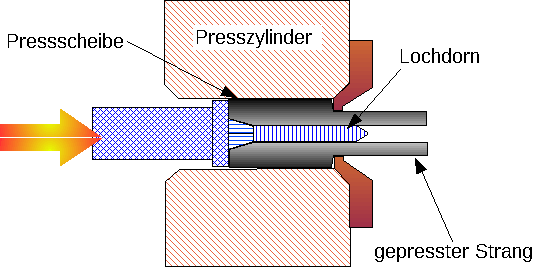
Hohl-Vorwärts-Strangpressen
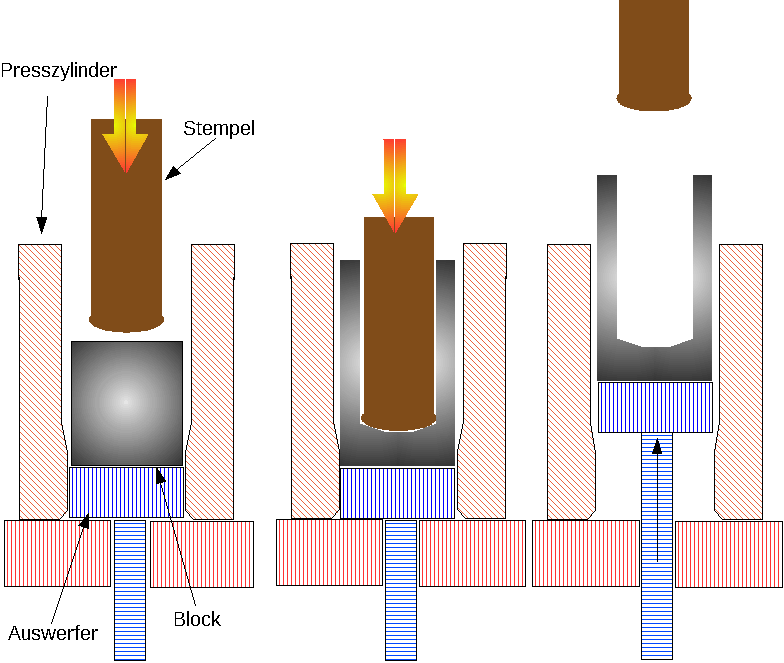
Hohl-Rückwärts-Strangpressen

- Beim direkten Strangpressen schiebt der Stempel den Block entlang der Innenoberfläche des Rezipienten in Richtung der Matrize. Um diese Relativbewegung zwischen Block und Rezipient zu erzeugen, müssen hohe Reibungskräfte überwunden werden; die Reibung lässt sich allerdings auch nutzen, um Verunreinigungen aus der Blockrandschicht zurückzuhalten, so dass diese nicht ins Produkt gelangen. Die Bewegungsrichtungen von Stempel und austretendem Strang sind gleich, daher auch die Bezeichnung Vorwärts-Strangpressen.
- Beim indirekten Strangpressen ist der Rezipient an einer Seite verschlossen, von der anderen Seite wird auf den Block die Matrize gepresst, die sich am Kopf eines Hohlstempels befindet. Der Strang tritt durch die Stempelbohrung hindurch. Deren Durchmesser begrenzt somit den Profilumriss.  Dieses Verfahren wird in der Praxis realisiert, indem der einseitig verschlossene Rezipient mitsamt dem Block über den feststehenden Hohlstempel mit Matrize gepresst wird, die auch verwendete Bezeichnung „Rückwärts-Strangpressen“ kann daher irreführend sein.  Der Vorteil des indirekten Pressverfahrens ist jedoch, dass die Reibung zwischen Aufnehmerwand und Block entfällt und somit geringere Presskräfte notwendig sind. Weiterhin lassen sich qualitativ bessere Produkte herstellen, da das Entfallen der Reibkräfte zu einem homogeneren Gefüge führt.
- Beim hydrostatischen Strangpressen wird die Presskraft vom Stempel nicht unmittelbar, sondern über ein Wirkmedium (Wasser oder Öl) auf den Block aufgebracht. In diesem Verfahren ist der sogenannte hydrostatische Spannunganteil – die allseitig auf das Werkstück wirkende Druckspannung – noch höher und es kann sogar Draht von einer Spule gepresst werden.

Eine Sonderform jüngeren Datums nutzt Reibungshitze zur Formbarmachung des Ausgangsmaterials, auch unter CONFORM-Verfahren bekannt. Dabei wird ein stetig zugeführter Draht mit üblicherweise 8 bis 20 mm Durchmesser durch ein Reibrad auf bis zu über 500 °C erhitzt und das dann teigige Material durch eine unmittelbar nach dem Reibrad angeordnete Matrize gepresst. Dieses kontinuierlich arbeitende Verfahren wird vornehmlich für Profile kleiner und mittelgroßer Abmessung aus Aluminium und Kupfer verwendet. Der über einen langen Zeitraum kontinuierlich mögliche Erzeugungsprozess und der Umstand, dass dafür nur eine einzige relativ kleine und einfach gebaute Maschine notwendig ist, ermöglicht eine Kostenreduzierung von 30 bis 50 % gegenüber den herkömmlichen Strangpressverfahren.